# Louis Braille

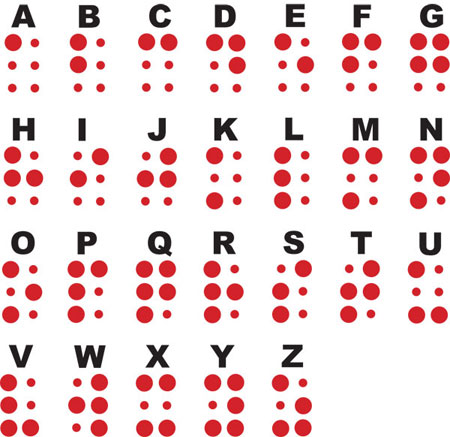
A Braille-írás

Louis Braille (kiejtése: [lui bráj], nem [brej], eredeti francia kiejtés: [lwi bʁaj]; Párizs, 1809. január 4. – Párizs, 1852. január 6.) francia pedagógus, feltaláló, a vakok által használt írás, a róla elnevezett Braille-írás létrehozója. Az egész világon elterjedt rendszer, a vak és gyengénlátó emberek által használt, támogatott olvasás és írás. A Braille-írást, a kidomborított pontokból álló jeleket az ujjbegyekkel tapogatja le használója. A rendszert, amelyet mindössze 12 éves korában fejlesztett ki, szinte minden nyelvre továbbfejlesztették. Munkahelye a párizsi Vakok Intézete volt.

## Élete

### Gyermekkora
Braille három évesen vakká vált. Egy alkalommal, játék közben, apja műhelyeszközei közül egy varrótűvel véletlenül megbökte magát. Nem tulajdonítottak nagy jelentőséget neki, de a seb elfertőződött.
Jóakarók segítségével 10 éves korában bekerült Párizsban a Vak Gyermekek Intézetébe, hogy tanulmányait folytathassa. A bentlakásos iskola a kornak megfelelő – egészségtelen elhelyezés és táplálkozás, indokkal és indok nélküli büntetések sorozata – színvonalú volt. A diák fényes elméjű, kreatív, kiváló hallásának köszönhetően tehetséges csellista és orgonista lett. Keresetével kiegészíthette szűkös életvitelét. Iskolájának közreműködésével Franciaországban egyházi orgonistaként tevékenykedett. Az iskolában, a gyerekeknek alapvető mesteremberkészségeket és egyszerű kereskedelmi ágakat oktattak. Megtanították nekik az iskola alapítója, Valentin Haüy által kidolgozott módszert, hogyan lehet papírba domborított írást olvasni. Az iskolai tanítási ismeretek egyik hiányossága, hogy írni soha nem tanította meg hallgatóit. A másik hátrány, hogy költségmegtakarítás miatt, egy-egy könyvbe több oktatási anyagot – történetet - raktak össze, amit a vak diákok nehezen tudtak értelmezni. Az iskolának alig 14 speciális könyve volt, amelyek darabja így is nagyon drága volt.

### A Braille-írás kialakítása
A Braille-írás vagy Braille-ABC egy speciális technikát alkalmazó ábécé, amelyet 1824-ben a vakok számára talált ki. Segítségével lehetővé vált számukra az olvasáson túl az írás elsajátítása is.
1821-ben Charles Barbier a francia hadsereg kapitánya, meglátogatta az iskolát, és a tanárok részére ismertette találmányát. Napóleon kérésére egy olyan kommunikációs rendszert dolgozott ki – 12 pont alkalmazásával -, ahol a katonák csendben és fény nélkül is tudtak éjszaka titkosan kommunikálni. Ez volt az éjszakai írás. A kód túl nehéz volt az iskolázatlan katonák részére, ezért a hadsereg visszautasította. Braille 1824-ben, 15 évesen végzett iskolai tanulmányaival és hazakerült. A korabeli varrógép is hat ponton varrja meg az anyagot. Braille az apjától kapott fadarabokra vágta ki jelrendszerét. Felismerte, hogy a hatpont rendszer egyetlen ujjbegy tapintásával felismerhető, az értelmezés nem igényel újabb pontokat. Braille a nehezen kezelhető éjszakai írást leegyszerűsítette hatpontosra. Az írás betűi – jelei – 6 pont kombinációjából állnak, amelyek 2 pont szélességben és 3 pont magasságban helyezkednek el, kemény papírba (Braille-típia) nyomva. A kialakított pontok rendszere lehetővé tette a gyors tanulást, az olvasást, írást, a megértést. A pontok közti szünet jelzi, hogy újabb információ következik. A Braille-írásrendszer, a kialakított ábécével több hasznot adott, mint tanárának, Valentin Haüynek a módszere. A jelrendszer kialakítása lehetővé tette a számjelek, a hangjegyek jelölését is. Az első Braille-írásban kiadott könyv 1829-ben jelent meg. Címe a Method Writing Words, Music, és Plain Songs Dots, kiadója a Blind és Arranged cég volt. 1839-ben a Braille-írás újabb, fejlesztett változata jelent meg, olyan módszer amely a használt pontok mintáit közelítette a nyomtatott szimbólumok alakjához. Braille a barátjával, Pierre-François-Victor Foucault-val olyan gépet kezdett kifejleszteni, ami a nyomtatott írást gyorsítja az eddigi, viszonylag ormótlan módszerrel szemben. A Picht-féle írógép a Braille-írás gépesítését is lehetővé tette. Telefontárcsákat, kottákat is készítenek a vakok részére.

### Halála és emlékezete
A Braille-írásnak köszönhetően a Vakok iskolájában elismert tanár lett. A tisztelet ellenére életében, iskolájában nem tanították találmányát. 1852-ben tuberkulózisban elhunyt. Halálát követően 1854-ben Franciaországban hivatalosan is elismerték kialakított írásrendszerét.
A 19. század végén az egész világon elterjedt. Magyarországon 1893-ban vezették be.

## Módszere
Kellékei: tábla, papír és pontozó, amely egy fanyélbe fogott tompa végű acélcövek. Maga a tábla két összecsukható és könyvszerűen nyitható fémlapból áll. A felső fémlapon a 6 ponthoz igazodva hullámvonalszerűen kiképzett betűablakok, az alsó fémlapon azok mélyedései találhatók. E tábla két fémlapja közé kerül a rajzlapvastagságú papír. Az egyes betűablakokban az írni kívánt pontösszetételének megfelelően a pontozóval átnyomható a papír, így tapintással a hátoldalon kidomborodó pontösszetétel leolvasható.
Modernebb eszköz a Braille-írógép. A hat billentyű mindegyike megfelel a 2×3-as pontmátrix egy-egy pontjának. Ezek közül mindig egyszerre kell lenyomni a megjeleníteni kívánt pontok billentyűit, ennek hatására a kartonba belenyomódnak a kis domborulatok, majd a gép kocsija egy betűnyit tovább ugrik. Szóköz a középen levő hetedik billentyűvel hagyható ki.

## Emlékezete
1952-ben, halálának 100. évfordulóján a párizsi Panthéonban való újratemetésével, egy Panthéon kialakításával emlékeztek meg tudományos eredményéről.
A francia euró-emlékérmék közé tartozik a 2009-ben, Louis Braille születésének 200. évfordulója alkalmából kiadott érme.